# Christina Gyllenstierna

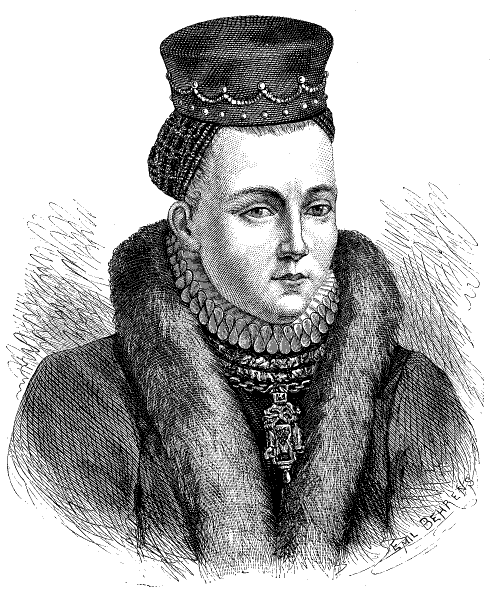
Un desen din secolul al XIX-lea al Gyllenstierna, publicat în jurul anului 1880 într-o revistă populară suedeză, deși nu este o asemănare autentificată a ei

Christina (Kristina sau Kerstin) Nilsdotter sau Fogelvik, moștenitoare de Tullgarn (1494/5 – ianuarie 1559), a fost soția regentului suedez Sten Sture cel Tânăr, și după decesul acestuia a fost liderul rezistenței împotriva regelui Christian al II-lea al Danemarcei. A fost numită Lady Kristina (suedeză Fru Kristina) dar mai târziu "Kristina Gyllenstierna" deoarece aparținea acestei case nobile.

## Biografie
Gyllenstierna a fost stră-nepoata regelui Carol al VIII-lea al Suediei prin tatăl ei, fiul cel mic al Cristinei Karlsdotter Bonde, după care a și fost numită. În 1511, ea s-a căsătorit cu Sten Svantesson în parte pentru a-și consolida poziția sa politică.
Mama Christinei a fost Sigrid Eskilsdotter (Banér) de Venngarn, moștenitoare de Lindholm. Prin altă căsătorie a mamei ei, Christina a fost sora vitregă a Ceciliei Månsdotter, mama viitorului rege Gustav I al Suediei. Tatăl ei a fost Niels Eriksen, Lord de Tullgarn (scris de asemenea Nils Eriksson și supranumit "Gyllenstjerna" de istoricii recenți). Familia ei aparținea înaltei nobilimi.

În acea perioadă Suedia era guvernată aproape continuu de regenți, primul în timpul minoratului fiului lui Carol al VIII-lea, apoi pur și simplu în opoziție față de autoritatea daneză în Uniune. Socrul ei a fost regent în perioada 1504-1512. La moartea sa, Sten, atunci în vârstă de doar 18 ani, a devenit regent. El a luat numele de "Sture" în onoarea regentului anterior.

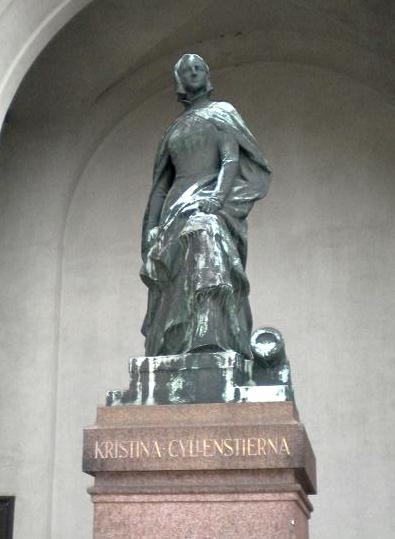
Gyllenstierna ca apărătoare a Stockholm - statuie din perioada modernă situată la Palatul regal.

În 1520, Sven a fost ucis în bătălia împotriva regelui Christian al II-lea al Danemarcei și Consiliul Privat al Suediei s-a supus lui Christian al II-lea.

Gyllenstierna a preluat comanda forțelor suedeze. Țărănimea din centrul Suediei, trezită de patriotism ei, a pus mâna pe arme și a învins pe invadatorii danezi la Balundsås, la 19 martie și cu mare dificultate au fost învinși în cele din urmă în sângeroasa bătălie de la Uppsala, la 6 aprilie. Gyllenstierna a fost aleasă "Rege "de zece consilieri de stat din Uppsala, care însă nu a fost niciodată recunoscută oficial.
În luna mai flota daneză a sosit și Stockholm a fost asediat pe uscat și pe mare. Dar Gyllenstierna a rezistat vitejește timp de peste patru luni. S-a predat la 7 septembrie, după o mare foame și suferință în oraș. Ea a avut grijă să ceară în prealabil o amnistie pentru toate actele de rezistență față de Danemarca. Regele Christian a promis că "totul din trecut va fi uitat", și că nici ea, nici familia ei nu vor fi pedepsiți.

### După înfrângere
La 1 noiembrie, Christian s-a încoronat rege al Suediei și a invitat nobilimea la marile festivități pentru a sărbători încoronarea. La un mare bal, el chiar a dansat cu Gyllenstierna. Festivitățile au durat trei zile.
La 7 noiembrie Christian a chemat nobilimea suedeză pentru o întâlnire. Lady Christina, precum și alte câteva femei influente, au fost de asemenea invitate. Când au ajuns, ușile erau închise și gardienii i-au oprit. Christian i-a acuzat pe toți de îndepărtarea arhiepiscopului pro-danez Gustav Trolle. El l-a acuzat în mod special pe Sten Sture ca fiind responsabil de acest lucru și și-a îndreptat acuzația spre Gyllenstierna. Ea a făcut un pas înainte și a declarat că regele nu i-ar putea pedepsi pentru asta, nici nu ar fi putut acuza pe ea și pe soțul ei de a fi îndepărtat pe arhiepiscop, toată lumea din sală a semnat proiectul de lege de îndepărtare a lui Gustav Trolle ca urmare a revoltei iar Christian a promis amnistie tuturor implicați în revoltă.
"Avem dovezi", a adăugat ea, "documentul este aici." În acest sens, documentul cu semnăturile tuturor care au susținut îndepărtarea arhiepiscopul a fost adus înaintea regelui. Dar Christian a găsit o portiță de scăpare. Îndepărtarea unui episcop era o crimă împotriva bisericii - erezia - și regele n-avea nici o autoritate să-i ierte pentru asta. Deci, el i-ar putea pedepsi fără a-și încălca promisiunea.
Regele Christian și-a luat revanșa, cunoscută sub numele de Baia de sânge de la Stockholm. Fratele Christinei, Erik Nilsson, Lord de Tullgarn, a fost executat prin decapitare, ca mulți alți nobili suedezi influenți. Rămășițele soțului Christinei au fost exhumate și arse în public pe rug ca eretic.
Gyllenstierna a fost declarată trădătoare și rebelă, și, ca atare, regele Christian a chemat-o și i-a cerut public să aleagă: ce preferă, să fie arsă pe rug sau îngropată de vie? Confruntată cu această alegere, i-a fost imposibil să răspundă și a leșinat de groază. Apoi Christian a fost sfătuit să-i cruțe viața. Pentru a-și salva viața, ea a cedat o mare parte din proprietatea ei regelui. Mama ei Sigrid a fost condamnată la moarte prin înec (singura femeie condamnată la moarte), dar a evitat executarea prin renunțarea la toate bunurile ei.
Gyllenstierna, mama, sora ei vitregă și alte femei nobile ale Suediei au fost închise în temutul și infamul Blåtårn ("Turnul Albastru") de la Castelul Copenhaga. Ea a avut în închisoare compania celor doi mici fii ai ei.
Domnia daneză în Suedia a fost curând înlăturată de Gustav Vasa, iar în 1523 danezii însuși l-au detronat pe Christian. În 1525 cele două țări au făcut pace și Gyllenstierna a fost eliberată pentru a reveni în Suedia. În acel moment ea a primit o propunere de căsătorie de la Søren Norby, Mare Amiral al Danemarcei, pe care ea a refuzat-o. Se zvonea că ea ar fi dorit să se căsătorească cu Norrby ca un mijloc de a câștiga tronul suedez pentru ea și copiii ei. Gustav Vasa a interogat-o cu privire la acest lucru dar ea a negat.

### Ultimii ani și familia
În 1527 Gyllenstierna s-a recăsătorit cu Johan Turesson, Lord de Falun. Gustav Vasa a privit-o ca pe o amenințare când s-a reîntors deoarece reprezenta un simbol național. Căsătoria a fost aranjată ca o formă de retragere pentru ea; ea a promis să nu se implice în politică.
În 1527 a izbucnit o rebeliune în Dalarna în opoziție la introducerea reformei protestante a lui Gustav. Liderul rebeliunii a fost așa-numitul Daljunkern ("tânărul din Dalarna"), care a pretins a fi Nils Sture, fiul cel mare în vârstă de 15 ani a Lordului Sture și Gyllenstierna. Gustav i-a învins pe rebeli și Daljunkern a fugit în Norvegia și apoi în Germania, unde a fost arestat și executat din ordinul lui Gustav.
Gustav i-a cerut Gyllenstiernei să scrie o declarație prin care a spus că Daljunkern nu era fiul ei ci "din cunoștințele mele un hoț și impostor". Potrivit istoriei oficiale a lui Gustav, Nils a murit cu un an mai înainte. Dar unii istorici moderni cred că Nils ar fi putut fi Daljunkern. 
Gyllenstierna a fost făcută pentru scurt timp responsabilă la curte pentru copiii regelui, între moartea reginei Margaret Leijonhufvud în 1551 și căsătoria regelui cu regina Katarina Stenbock în 1552.
Christina a avut doi copii din prima căsătorie: Nils și Svante Stensson Sture. Din a doua căsătorie a avut un fiu, Gustaf Johansson. Eric al XIV-lea l-a numit pe Svante Conte de Vestervik și Stegeholm și pe Gustaf Conte de Enköping. Mulți reprezentanți ai înaltei nobilimi descind din fetele celor doi conți. Printre descendenții direcți ai Gyllenstierna se numără Prințesa Sibylla de Saxa-Coburg-Gotha căsătorită cu Prințul Gustav Adolf, Duce de Västerbotten și prin fiul Sibyllei, regele Carl al XVI-lea Gustaf al Suediei, sângele Gyllenstierna s-a întors pe tronul Suediei.